# Yvonne Visser
Pour les articles homonymes, voir Visser.
Yvonne Carolin Visser, née le 9 juillet 1965 à Millarville, est une biathlète canadienne.

## Carrière
Elle dispute son premier championnat du monde en 1986, où elle est 20e de l'individuel, 18e du sprint et cinquième du relais.
En 1990, elle obtient son premier top dix en Coupe du monde à Walchsee, où elle est cinquième du sprint. Un an plus tard, elle finit deuxième du sprint d'Oberhof, pour monter sur son premier et unique podium au niveau mondial.
En 1992, elle participe aux Jeux olympiques à Albertville, où elle est au mieux 52e sur l'individuel.
Elle continue la compétition dans l'élite jusqu'en 1994.

## Palmarès

### Jeux olympiques d'hiver
| Épreuve / Édition   | Individuel | Sprint | Relais |
| ------------------- | ---------- | ------ | ------ |
| JO 1992 Albertville | 52e        | 59e    | -      |

### Championnats du monde
| Épreuve     | 1986 à Falun | 1987 à Lahti | 1990 à Minsk, Kontiolahti et Oslo | 1993 à Borovets | 1994 à Canmore |
| ----------- | ------------ | ------------ | --------------------------------- | --------------- | -------------- |
| Individuel  | 20e          | 26e          | 41e                               | 25e             |                |
| Sprint      | 18e          | 26e          | -                                 | 40e             |                |
| Relais      | 5e           | -            | -                                 | 12e             | -              |
| Par équipes | -            | -            | -                                 | -               | 6e             |

### Coupe du monde
- 1 podium individuel : 1 deuxième place.